# Krbava (címzetes püspöki szék)
Krbavai címzetes püspöki szék a római katolikus egyház egyik címzetes egyházmegyéje. A mai Horvátországban található egyházmegye alapítási ideje nem ismert, a zenggi püspök 1150 óta tartó létezése minden bizonnyal bizonyított. A maga korában jelentős egyházmegye a 16. század elejéig létezett, 2000-ben címzetes püspöki székként alakult újjá. Első címzetes püspöke Ivan Jurkovič szlovén címzetes érsek, nuncius, szentszéki diplomata.

## Fordítás
Ez a szócikk részben vagy egészben  a   Titularbistum Krbava című német Wikipédia-szócikk ezen változatának fordításán alapul.  Az eredeti cikk szerkesztőit annak laptörténete sorolja fel. Ez a jelzés csupán a megfogalmazás eredetét és a szerzői jogokat jelzi, nem szolgál a cikkben szereplő információk forrásmegjelöléseként.